# Anti (Rihanna-album)
Az Anti Rihanna barbadosi énekesnő nyolcadik stúdióalbuma, amely 2016. január 28-án jelent meg a Roc Nation és a Westbury Road Entertainment kiadásában, CD, LP és digitálisan letölthető formátumban. Érdekesség, hogy az énekesnő egy számot kivéve (Same Ol' Mistakes) minden dalban közreműködött, mint dalszövegíró.

## Számlista
| 1.    | Consideration (feat. SZA) | Tyran Donaldson Robyn Fenty Solana Rowe                                                                                                   | 2:41 |
| 2.    | James Joint               | James Fauntleroy Fenty Shea Taylor | 1:12 |
| 3.    | Kiss It Better            | Jeff Bhasker Fenty John Glass Teddy Sinclair                                                                                              | 4:13 |
| 4.    | Work (feat. Drake)        | Jahron Brathwaite Fenty Aubrey Graham Rupert Thomas, Jr. Monte Moir                                                                       | 3:39 |
| 5.    | Desperado                 | Fauntleroy Fenty Rook Monroe Mick Schullz Krystin Watkins                                                                                 | 3:06 |
| 6.    | Woo                       | Jean Baptiste Jeremy Felton Fenty Chauncey Hollis Terius Nash Abel Tesfaye Jacques Webster                                                | 3:55 |
| 7.    | Needed Me                 | Nick Audino Adam Feeney Fenty Brittany Hazzard Charles Hinshaw Lewis Hughes Dijon McFarlane Derrus Rachel Khaled Rohaim Te Whiti Warbrick | 3:11 |
| 8.    | Yeah, I Said It           | Evon Barnes Bibi Bourelly Jean-Paul Bourelly Fenty Chris Godbey Daniel Jones Timothy Mosley                                               | 2:13 |
| 9.    | Same Ol' Mistakes         | Kevin Parker | 6:37 |
| 10.   | Never Ending              | Dido Armstrong Fenty Paul Herman Chad Sabo                                                                                                | 3:22 |
| 11.   | Love on the Brain         | Joseph Angel Fred Ball Fenty | 3:43 |
| 12.   | Higher                    | B. Bourelly Jerry Butler Fauntleroy Fenty Kenny Gamble Leon Huff Ernest Wilson                                                            | 2:00 |
| 13.   | Close to You              | Fauntleroy Fenty B. Seals Brian Kennedy Seals                                                                                             | 3:43 |
| 43:35 |                           | |      |

| Deluxe edition | Deluxe edition   | Deluxe edition                                                    | Deluxe edition | Deluxe edition | Deluxe edition | Deluxe edition | Deluxe edition | Deluxe edition | Deluxe edition |
| #              | Cím              | Szerző(k)                                                         | Hossz          |                |                |                |                |                |                |
| -------------- | ---------------- | ----------------------------------------------------------------- | -------------- | -------------- | -------------- | -------------- | -------------- | -------------- | -------------- |
| 14.            | Goodnight Gotham | Christian Keyon Jr. Bogs Paul Epworth Fenty Florence Welch        | 1:28           |                |                |                |                |                |                |
| 15.            | Pose             | B. Bourelly Fenty Hollis Webster                                  | 2:24           |                |                |                |                |                |                |
| 16.            | Sex with Me      | Brathwaite Feeney Fenty Chester Hansen Anderson Hernandez Samuels | 3:26           |                |                |                |                |                |                |
| 50:58          |                  |                                                                   |                |                |                |                |                |                |                |